# Бедренец дагестанский
Бе́дренец дагестанский (лат. Pimpinella daghestanica) — многолетнее травянистое растение, вид рода Бедренец (Pimpinella) семейства Зонтичные (Apiaceae). По современной классификации название является устаревшим синонимом таксона Бедренец козельцовый подвид камнелюбивый.

## Распространение и экология
Ареал вида охватывает Дагестан. Эндемик. Описан из окрестностей города Махачкала.
Произрастает на щебнистых склонах и в расщелинах скал.

## Биологическое описание
Корень толстый, многоглавый, корневая шейка одета бурыми волокнистыми остатками листовых черешков. Стебли высотой 20—45 см, в числе нескольких, прямые, ветвистые, голые или при основании очень коротко опушенные.
Прикорневые листья многочисленные, на черешках почти равных пластинке, в очертании яйцевидные или широкояйцевидные, голые или чуть опушённые, дважды или почти трижды перисто-рассечённые, первичные доли сидячие или на коротких черешочках, в очертании яйцевидные, перисто-надрезанные, конечные дольки ланцетовидные, шириной 0,5—3 мм. Стеблевые листья более мелкие и менее сложно рассечённые; верхушечные с недоразвитой пластинкой или последняя отсутствует.
Зонтики в поперечнике 1,5—3,5 см, с 4—6 (очень редко 9) неодинаковыми по длине, голыми или очень коротко опушенными лучами; обёртки и обёрточки отсутствуют. Лепестки белые, длиной около 1 мм, на спинке голые.
Плод яйцевидный, длиной 2 мм, шириной 1 мм, густо опушённый. Столбики длиной около 1 мм, вначале расходящиеся, впоследствии отогнутые.

## Таксономия
Вид Бедренец дагестанский входит в род Бедренец (Pimpinella) семейства Зонтичные (Apiaceae) порядка Зонтикоцветные (Apiales).
|  |                                      |  |                                                             |                                                             |                     |  | ещё 8 семейства (согласно Системе APG II) | ещё 8 семейства (согласно Системе APG II) |                           |  |  |  | ещё около 150 видов |
|  |                                      |  |                                                             |                                                             |                     |  | ещё 8 семейства (согласно Системе APG II) | ещё 8 семейства (согласно Системе APG II) |                           |  |  |  | ещё около 150 видов |
|  |                                      |  |                                                             | порядок Зонтикоцветные                                      |                     |  |                                           |                                           | род Бедренец              |  |  |  |                     |
|  |                                      |  |                                                             | порядок Зонтикоцветные                                      |                     |  |                                           |                                           | род Бедренец              |  |  |  |                     |
|  | отдел Цветковые, или Покрытосеменные |  |                                                             |                                                             | семейство Зонтичные |  |                                           |                                           | вид Бедренец дагестанский |  |  |  |                     |
|  | отдел Цветковые, или Покрытосеменные |  |                                                             |                                                             | семейство Зонтичные |  |                                           |                                           |                           |  |  |  |                     |
|  |                                      |  | ещё 44 порядка цветковых растений (согласно Системе APG II) | ещё 44 порядка цветковых растений (согласно Системе APG II) |                     |  |                                           | ещё более 300 родов                       | ещё более 300 родов       |  |  |  |                     |
|  |                                      |  |                                                             | ещё 44 порядка цветковых растений (согласно Системе APG II) |                     |  |                                           |                                           | ещё более 300 родов       |  |  |  |                     |